# Liste des planètes mineures (196001-197000)
Voici la liste des planètes mineures numérotées de 196001 à 197000. Les planètes mineures sont numérotées lorsque leur orbite est confirmée, ce qui peut parfois se produire longtemps après leur découverte. Elles sont classées ici par leur numéro et donc approximativement par leur date de découverte.

## Planètes mineures 196001 à 197000

### 196001-196100
| Nom                     | Désignation provisoire | Date de la découverte | Découvreur                  |
| ----------------------- | ---------------------- | --------------------- | --------------------------- |
| (196001)                | 2002 RX238             | 13 septembre 2002     | Matson, R.                  |
| (196002)                | 2002 RU239             | 1er septembre 2002    | Hoenig, S. F.               |
| (196003)                | 2002 RJ240             | 14 septembre 2002     | Matson, R.                  |
| (196004)                | 2002 RN241             | 15 septembre 2002     | Hoenig, S. F.               |
| (196005) Róbertschiller | 2002 RS241             | 12 septembre 2002     | Sarneczky, K.               |
| (196006)                | 2002 RJ242             | 14 septembre 2002     | Matson, R.                  |
| (196007)                | 2002 RT242             | 13 septembre 2002     | NEAT                        |
| (196008)                | 2002 RV242             | 5 septembre 2002      | NEAT                        |
| (196009)                | 2002 RF248             | 13 septembre 2002     | NEAT                        |
| (196010)                | 2002 RP248             | 15 septembre 2002     | NEAT                        |
| (196011)                | 2002 RR250             | 3 septembre 2002      | NEAT                        |
| (196012)                | 2002 RY250             | 9 septembre 2002      | NEAT                        |
| (196013)                | 2002 RN254             | 14 septembre 2002     | NEAT                        |
| (196014)                | 2002 RV258             | 14 septembre 2002     | NEAT                        |
| (196015)                | 2002 RD263             | 13 septembre 2002     | NEAT                        |
| (196016)                | 2002 RE263             | 13 septembre 2002     | NEAT                        |
| (196017)                | 2002 RH273             | 4 septembre 2002      | NEAT                        |
| (196018)                | 2002 RP279             | 15 septembre 2002     | NEAT                        |
| (196019)                | 2002 SM1               | 26 septembre 2002     | NEAT                        |
| (196020)                | 2002 SC2               | 26 septembre 2002     | NEAT                        |
| (196021)                | 2002 ST2               | 27 septembre 2002     | NEAT                        |
| (196022)                | 2002 SQ5               | 27 septembre 2002     | NEAT                        |
| (196023)                | 2002 SW6               | 27 septembre 2002     | NEAT                        |
| (196024)                | 2002 SB7               | 27 septembre 2002     | NEAT                        |
| (196025)                | 2002 SP9               | 27 septembre 2002     | NEAT                        |
| (196026)                | 2002 SL13              | 27 septembre 2002     | LONEOS                      |
| (196027)                | 2002 SB14              | 27 septembre 2002     | NEAT                        |
| (196028)                | 2002 SF14              | 27 septembre 2002     | NEAT                        |
| (196029)                | 2002 SL14              | 27 septembre 2002     | NEAT                        |
| (196030)                | 2002 SJ20              | 26 septembre 2002     | NEAT                        |
| (196031)                | 2002 SV20              | 26 septembre 2002     | NEAT                        |
| (196032)                | 2002 SH21              | 26 septembre 2002     | NEAT                        |
| (196033)                | 2002 SU21              | 26 septembre 2002     | NEAT                        |
| (196034)                | 2002 SV25              | 28 septembre 2002     | NEAT                        |
| (196035) Haraldbill     | 2002 SZ27              | 30 septembre 2002     | Kretlow, M.                 |
| (196036)                | 2002 SL40              | 30 septembre 2002     | NEAT                        |
| (196037)                | 2002 SX42              | 28 septembre 2002     | NEAT                        |
| (196038)                | 2002 SM43              | 28 septembre 2002     | NEAT                        |
| (196039)                | 2002 SS44              | 29 septembre 2002     | NEAT                        |
| (196040)                | 2002 SC45              | 29 septembre 2002     | NEAT                        |
| (196041)                | 2002 SO48              | 30 septembre 2002     | LINEAR                      |
| (196042)                | 2002 SD49              | 30 septembre 2002     | LINEAR                      |
| (196043)                | 2002 ST49              | 30 septembre 2002     | LINEAR                      |
| (196044)                | 2002 SU50              | 30 septembre 2002     | LINEAR                      |
| (196045)                | 2002 SN53              | 19 septembre 2002     | LONEOS                      |
| (196046)                | 2002 SE56              | 30 septembre 2002     | LINEAR                      |
| (196047)                | 2002 SS57              | 30 septembre 2002     | NEAT                        |
| (196048)                | 2002 SM60              | 16 septembre 2002     | NEAT                        |
| (196049)                | 2002 SS61              | 17 septembre 2002     | NEAT                        |
| (196050)                | 2002 SG63              | 16 septembre 2002     | Matson, R.                  |
| (196051)                | 2002 SW65              | 16 septembre 2002     | NEAT                        |
| (196052)                | 2002 SB66              | 16 septembre 2002     | NEAT                        |
| (196053)                | 2002 SE68              | 26 septembre 2002     | NEAT                        |
| (196054)                | 2002 TK                | 1er octobre 2002      | LONEOS                      |
| (196055)                | 2002 TC1               | 1er octobre 2002      | LONEOS                      |
| (196056)                | 2002 TK2               | 1er octobre 2002      | LONEOS                      |
| (196057)                | 2002 TN12              | 1er octobre 2002      | LONEOS                      |
| (196058)                | 2002 TU15              | 2 octobre 2002        | LINEAR                      |
| (196059)                | 2002 TT16              | 2 octobre 2002        | LINEAR                      |
| (196060)                | 2002 TD20              | 2 octobre 2002        | LINEAR                      |
| (196061)                | 2002 TC26              | 2 octobre 2002        | LINEAR                      |
| (196062)                | 2002 TN33              | 2 octobre 2002        | LINEAR                      |
| (196063)                | 2002 TD34              | 2 octobre 2002        | LINEAR                      |
| (196064)                | 2002 TG34              | 2 octobre 2002        | LINEAR                      |
| (196065)                | 2002 TK38              | 2 octobre 2002        | LINEAR                      |
| (196066)                | 2002 TH45              | 2 octobre 2002        | NEAT                        |
| (196067)                | 2002 TF55              | 2 octobre 2002        | NEAT                        |
| (196068)                | 2002 TW55              | 2 octobre 2002        | LINEAR                      |
| (196069)                | 2002 TY62              | 3 octobre 2002        | CINEOS                      |
| (196070)                | 2002 TA65              | 2 octobre 2002        | Uppsala-DLR Asteroid Survey |
| (196071)                | 2002 TE65              | 2 octobre 2002        | Uppsala-DLR Asteroid Survey |
| (196072)                | 2002 TE69              | 9 octobre 2002        | LINEAR                      |
| (196073)                | 2002 TQ74              | 1er octobre 2002      | LONEOS                      |
| (196074)                | 2002 TT74              | 1er octobre 2002      | LONEOS                      |
| (196075)                | 2002 TD76              | 1er octobre 2002      | LONEOS                      |
| (196076)                | 2002 TL77              | 1er octobre 2002      | LONEOS                      |
| (196077)                | 2002 TT79              | 1er octobre 2002      | LINEAR                      |
| (196078)                | 2002 TH80              | 1er octobre 2002      | LONEOS                      |
| (196079)                | 2002 TN81              | 1er octobre 2002      | NEAT                        |
| (196080)                | 2002 TX83              | 2 octobre 2002        | NEAT                        |
| (196081)                | 2002 TO84              | 2 octobre 2002        | NEAT                        |
| (196082)                | 2002 TB86              | 2 octobre 2002        | CINEOS                      |
| (196083)                | 2002 TH87              | 3 octobre 2002        | LINEAR                      |
| (196084)                | 2002 TH88              | 3 octobre 2002        | NEAT                        |
| (196085)                | 2002 TU88              | 3 octobre 2002        | NEAT                        |
| (196086)                | 2002 TD90              | 3 octobre 2002        | NEAT                        |
| (196087)                | 2002 TU96              | 1er octobre 2002      | LONEOS                      |
| (196088)                | 2002 TR99              | 4 octobre 2002        | LINEAR                      |
| (196089)                | 2002 TB102             | 4 octobre 2002        | LINEAR                      |
| (196090)                | 2002 TS102             | 4 octobre 2002        | LINEAR                      |
| (196091)                | 2002 TG103             | 4 octobre 2002        | LINEAR                      |
| (196092)                | 2002 TH113             | 3 octobre 2002        | NEAT                        |
| (196093)                | 2002 TW113             | 3 octobre 2002        | NEAT                        |
| (196094)                | 2002 TT117             | 3 octobre 2002        | NEAT                        |
| (196095)                | 2002 TR119             | 3 octobre 2002        | NEAT                        |
| (196096)                | 2002 TK120             | 3 octobre 2002        | NEAT                        |
| (196097)                | 2002 TP123             | 4 octobre 2002        | NEAT                        |
| (196098)                | 2002 TW123             | 4 octobre 2002        | NEAT                        |
| (196099)                | 2002 TE125             | 4 octobre 2002        | NEAT                        |
| (196100)                | 2002 TZ126             | 4 octobre 2002        | LINEAR                      |

### 196101-196200
| Nom      | Désignation provisoire | Date de la découverte | Découvreur               |
| -------- | ---------------------- | --------------------- | ------------------------ |
| (196101) | 2002 TD127             | 4 octobre 2002        | NEAT                     |
| (196102) | 2002 TA133             | 4 octobre 2002        | LINEAR                   |
| (196103) | 2002 TX133             | 4 octobre 2002        | LINEAR                   |
| (196104) | 2002 TC134             | 4 octobre 2002        | NEAT                     |
| (196105) | 2002 TC137             | 4 octobre 2002        | LONEOS                   |
| (196106) | 2002 TV142             | 4 octobre 2002        | LINEAR                   |
| (196107) | 2002 TH145             | 3 octobre 2002        | LINEAR                   |
| (196108) | 2002 TX147             | 5 octobre 2002        | NEAT                     |
| (196109) | 2002 TS148             | 5 octobre 2002        | NEAT                     |
| (196110) | 2002 TB157             | 5 octobre 2002        | NEAT                     |
| (196111) | 2002 TM168             | 3 octobre 2002        | LINEAR                   |
| (196112) | 2002 TH169             | 3 octobre 2002        | NEAT                     |
| (196113) | 2002 TY169             | 3 octobre 2002        | NEAT                     |
| (196114) | 2002 TD170             | 3 octobre 2002        | NEAT                     |
| (196115) | 2002 TN170             | 3 octobre 2002        | NEAT                     |
| (196116) | 2002 TY170             | 3 octobre 2002        | NEAT                     |
| (196117) | 2002 TE173             | 4 octobre 2002        | LINEAR                   |
| (196118) | 2002 TY173             | 4 octobre 2002        | LINEAR                   |
| (196119) | 2002 TO174             | 4 octobre 2002        | LINEAR                   |
| (196120) | 2002 TA178             | 11 octobre 2002       | NEAT                     |
| (196121) | 2002 TW185             | 4 octobre 2002        | LINEAR                   |
| (196122) | 2002 TL193             | 3 octobre 2002        | LINEAR                   |
| (196123) | 2002 TN193             | 3 octobre 2002        | LINEAR                   |
| (196124) | 2002 TU194             | 3 octobre 2002        | LINEAR                   |
| (196125) | 2002 TM202             | 4 octobre 2002        | LINEAR                   |
| (196126) | 2002 TE206             | 4 octobre 2002        | LINEAR                   |
| (196127) | 2002 TP206             | 4 octobre 2002        | LINEAR                   |
| (196128) | 2002 TQ206             | 4 octobre 2002        | LINEAR                   |
| (196129) | 2002 TT210             | 7 octobre 2002        | LINEAR                   |
| (196130) | 2002 TK213             | 3 octobre 2002        | LINEAR                   |
| (196131) | 2002 TE225             | 8 octobre 2002        | LONEOS                   |
| (196132) | 2002 TG231             | 8 octobre 2002        | NEAT                     |
| (196133) | 2002 TO238             | 7 octobre 2002        | LINEAR                   |
| (196134) | 2002 TH240             | 9 octobre 2002        | LINEAR                   |
| (196135) | 2002 TZ244             | 7 octobre 2002        | LINEAR                   |
| (196136) | 2002 TW247             | 7 octobre 2002        | NEAT                     |
| (196137) | 2002 TR248             | 7 octobre 2002        | LINEAR                   |
| (196138) | 2002 TX253             | 9 octobre 2002        | LINEAR                   |
| (196139) | 2002 TW261             | 10 octobre 2002       | NEAT                     |
| (196140) | 2002 TO264             | 10 octobre 2002       | LINEAR                   |
| (196141) | 2002 TL268             | 9 octobre 2002        | LINEAR                   |
| (196142) | 2002 TB270             | 9 octobre 2002        | LINEAR                   |
| (196143) | 2002 TZ270             | 9 octobre 2002        | LINEAR                   |
| (196144) | 2002 TE274             | 9 octobre 2002        | LINEAR                   |
| (196145) | 2002 TU279             | 10 octobre 2002       | LINEAR                   |
| (196146) | 2002 TY281             | 10 octobre 2002       | LINEAR                   |
| (196147) | 2002 TX294             | 13 octobre 2002       | NEAT                     |
| (196148) | 2002 TE317             | 5 octobre 2002        | Sloan Digital Sky Survey |
| (196149) | 2002 TG319             | 5 octobre 2002        | Sloan Digital Sky Survey |
| (196150) | 2002 TT337             | 5 octobre 2002        | Sloan Digital Sky Survey |
| (196151) | 2002 UG7               | 28 octobre 2002       | NEAT                     |
| (196152) | 2002 UG9               | 28 octobre 2002       | NEAT                     |
| (196153) | 2002 UO31              | 30 octobre 2002       | NEAT                     |
| (196154) | 2002 UH47              | 31 octobre 2002       | LINEAR                   |
| (196155) | 2002 UJ51              | 29 octobre 2002       | Sloan Digital Sky Survey |
| (196156) | 2002 UM61              | 30 octobre 2002       | Sloan Digital Sky Survey |
| (196157) | 2002 UV61              | 30 octobre 2002       | Sloan Digital Sky Survey |
| (196158) | 2002 VV8               | 1er novembre 2002     | LINEAR                   |
| (196159) | 2002 VT17              | 7 novembre 2002       | LINEAR                   |
| (196160) | 2002 VW26              | 5 novembre 2002       | LINEAR                   |
| (196161) | 2002 VM37              | 4 novembre 2002       | NEAT                     |
| (196162) | 2002 VW41              | 5 novembre 2002       | NEAT                     |
| (196163) | 2002 VD43              | 4 novembre 2002       | NEAT                     |
| (196164) | 2002 VZ46              | 5 novembre 2002       | NEAT                     |
| (196165) | 2002 VV51              | 6 novembre 2002       | LONEOS                   |
| (196166) | 2002 VE54              | 6 novembre 2002       | LINEAR                   |
| (196167) | 2002 VO57              | 6 novembre 2002       | NEAT                     |
| (196168) | 2002 VW62              | 6 novembre 2002       | LINEAR                   |
| (196169) | 2002 VF69              | 8 novembre 2002       | LINEAR                   |
| (196170) | 2002 VZ80              | 7 novembre 2002       | LINEAR                   |
| (196171) | 2002 VH96              | 11 novembre 2002      | LINEAR                   |
| (196172) | 2002 VZ99              | 10 novembre 2002      | LINEAR                   |
| (196173) | 2002 VT118             | 12 novembre 2002      | LINEAR                   |
| (196174) | 2002 WQ11              | 28 novembre 2002      | LONEOS                   |
| (196175) | 2002 XR2               | 1er décembre 2002     | LINEAR                   |
| (196176) | 2002 XQ6               | 1er décembre 2002     | NEAT                     |
| (196177) | 2002 XY7               | 2 décembre 2002       | LINEAR                   |
| (196178) | 2002 XA49              | 10 décembre 2002      | LINEAR                   |
| (196179) | 2002 XZ60              | 10 décembre 2002      | LINEAR                   |
| (196180) | 2002 XH86              | 11 décembre 2002      | LINEAR                   |
| (196181) | 2002 XE116             | 7 décembre 2002       | Sloan Digital Sky Survey |
| (196182) | 2002 YP10              | 31 décembre 2002      | LINEAR                   |
| (196183) | 2002 YQ11              | 31 décembre 2002      | LINEAR                   |
| (196184) | 2002 YP13              | 31 décembre 2002      | LINEAR                   |
| (196185) | 2002 YB29              | 31 décembre 2002      | LINEAR                   |
| (196186) | 2002 YF31              | 31 décembre 2002      | LINEAR                   |
| (196187) | 2002 YB32              | 31 décembre 2002      | Spacewatch               |
| (196188) | 2003 AS4               | 1er janvier 2003      | McClusky, J. V.          |
| (196189) | 2003 AG28              | 4 janvier 2003        | LINEAR                   |
| (196190) | 2003 AC29              | 4 janvier 2003        | LINEAR                   |
| (196191) | 2003 AX34              | 7 janvier 2003        | LINEAR                   |
| (196192) | 2003 AN39              | 7 janvier 2003        | LINEAR                   |
| (196193) | 2003 AD40              | 7 janvier 2003        | LINEAR                   |
| (196194) | 2003 AZ43              | 5 janvier 2003        | LINEAR                   |
| (196195) | 2003 AW49              | 5 janvier 2003        | LINEAR                   |
| (196196) | 2003 AU57              | 5 janvier 2003        | LINEAR                   |
| (196197) | 2003 AC75              | 10 janvier 2003       | LINEAR                   |
| (196198) | 2003 AF94              | 5 janvier 2003        | LINEAR                   |
| (196199) | 2003 BA                | 16 janvier 2003       | NEAT                     |
| (196200) | 2003 BZ1               | 25 janvier 2003       | LONEOS                   |

### 196201-196300
| Nom               | Désignation provisoire | Date de la découverte | Découvreur           |
| ----------------- | ---------------------- | --------------------- | -------------------- |
| (196201)          | 2003 BP7               | 26 janvier 2003       | Spacewatch           |
| (196202)          | 2003 BL9               | 26 janvier 2003       | NEAT                 |
| (196203)          | 2003 BB10              | 26 janvier 2003       | NEAT                 |
| (196204)          | 2003 BQ12              | 26 janvier 2003       | LONEOS               |
| (196205)          | 2003 BQ15              | 26 janvier 2003       | LONEOS               |
| (196206)          | 2003 BM17              | 26 janvier 2003       | NEAT                 |
| (196207)          | 2003 BC19              | 27 janvier 2003       | NEAT                 |
| (196208)          | 2003 BG20              | 27 janvier 2003       | LONEOS               |
| (196209)          | 2003 BY21              | 27 janvier 2003       | LINEAR               |
| (196210)          | 2003 BM25              | 25 janvier 2003       | NEAT                 |
| (196211)          | 2003 BT30              | 27 janvier 2003       | LINEAR               |
| (196212)          | 2003 BV31              | 27 janvier 2003       | LINEAR               |
| (196213)          | 2003 BL32              | 27 janvier 2003       | LINEAR               |
| (196214)          | 2003 BD37              | 28 janvier 2003       | Spacewatch           |
| (196215)          | 2003 BG38              | 27 janvier 2003       | LONEOS               |
| (196216)          | 2003 BA42              | 27 janvier 2003       | LINEAR               |
| (196217)          | 2003 BR42              | 29 janvier 2003       | NEAT                 |
| (196218)          | 2003 BH44              | 27 janvier 2003       | LINEAR               |
| (196219)          | 2003 BF46              | 27 janvier 2003       | LINEAR               |
| (196220)          | 2003 BK51              | 27 janvier 2003       | LINEAR               |
| (196221)          | 2003 BM52              | 27 janvier 2003       | LINEAR               |
| (196222)          | 2003 BW52              | 27 janvier 2003       | LONEOS               |
| (196223)          | 2003 BO53              | 27 janvier 2003       | LINEAR               |
| (196224)          | 2003 BA55              | 27 janvier 2003       | NEAT                 |
| (196225)          | 2003 BD57              | 27 janvier 2003       | LINEAR               |
| (196226)          | 2003 BS61              | 28 janvier 2003       | LINEAR               |
| (196227)          | 2003 BR63              | 28 janvier 2003       | NEAT                 |
| (196228)          | 2003 BM64              | 29 janvier 2003       | NEAT                 |
| (196229)          | 2003 BC67              | 30 janvier 2003       | NEAT                 |
| (196230)          | 2003 BO80              | 31 janvier 2003       | LINEAR               |
| (196231)          | 2003 BL82              | 31 janvier 2003       | LINEAR               |
| (196232)          | 2003 BN84              | 30 janvier 2003       | LONEOS               |
| (196233)          | 2003 BC92              | 25 janvier 2003       | Spacewatch           |
| (196234)          | 2003 CH2               | 1er février 2003      | LINEAR               |
| (196235)          | 2003 CJ2               | 1er février 2003      | LINEAR               |
| (196236)          | 2003 CV2               | 2 février 2003        | LINEAR               |
| (196237)          | 2003 CL10              | 2 février 2003        | LINEAR               |
| (196238)          | 2003 CY10              | 3 février 2003        | LONEOS               |
| (196239)          | 2003 CZ17              | 7 février 2003        | Yeung, W. K. Y.      |
| (196240)          | 2003 CH18              | 8 février 2003        | LINEAR               |
| (196241)          | 2003 CT19              | 8 février 2003        | LINEAR               |
| (196242)          | 2003 CV21              | 3 février 2003        | LINEAR               |
| (196243)          | 2003 DS2               | 22 février 2003       | Yeung, W. K. Y.      |
| (196244)          | 2003 DH8               | 22 février 2003       | NEAT                 |
| (196245)          | 2003 DB9               | 24 février 2003       | CINEOS               |
| (196246)          | 2003 DL9               | 24 février 2003       | CINEOS               |
| (196247)          | 2003 DP9               | 25 février 2003       | CINEOS               |
| (196248)          | 2003 DX13              | 26 février 2003       | NEAT                 |
| (196249)          | 2003 DA14              | 26 février 2003       | NEAT                 |
| (196250)          | 2003 DN17              | 22 février 2003       | Kessel, J. W.        |
| (196251)          | 2003 DL21              | 23 février 2003       | LONEOS               |
| (196252)          | 2003 DY23              | 23 février 2003       | LONEOS               |
| (196253)          | 2003 DC24              | 22 février 2003       | NEAT                 |
| (196254)          | 2003 DU24              | 23 février 2003       | Spacewatch           |
| (196255)          | 2003 EZ                | 5 mars 2003           | LINEAR               |
| (196256) 2003 EH1 | 2003 EH1               | 6 mars 2003           | LONEOS               |
| (196257)          | 2003 EM3               | 6 mars 2003           | LINEAR               |
| (196258)          | 2003 EM5               | 5 mars 2003           | LINEAR               |
| (196259)          | 2003 ED6               | 6 mars 2003           | LONEOS               |
| (196260)          | 2003 EE7               | 6 mars 2003           | LONEOS               |
| (196261)          | 2003 EQ9               | 6 mars 2003           | LONEOS               |
| (196262)          | 2003 EK10              | 6 mars 2003           | LINEAR               |
| (196263)          | 2003 EW10              | 6 mars 2003           | LINEAR               |
| (196264)          | 2003 EE11              | 6 mars 2003           | LINEAR               |
| (196265)          | 2003 EF11              | 6 mars 2003           | LINEAR               |
| (196266)          | 2003 EC12              | 6 mars 2003           | LINEAR               |
| (196267)          | 2003 EF12              | 6 mars 2003           | LINEAR               |
| (196268)          | 2003 ES15              | 7 mars 2003           | LINEAR               |
| (196269)          | 2003 EG17              | 5 mars 2003           | LINEAR               |
| (196270)          | 2003 EK19              | 6 mars 2003           | LONEOS               |
| (196271)          | 2003 ED20              | 6 mars 2003           | LONEOS               |
| (196272)          | 2003 EE21              | 6 mars 2003           | LONEOS               |
| (196273)          | 2003 EC22              | 6 mars 2003           | LINEAR               |
| (196274)          | 2003 ET22              | 6 mars 2003           | LINEAR               |
| (196275)          | 2003 EJ23              | 6 mars 2003           | LINEAR               |
| (196276)          | 2003 EP24              | 6 mars 2003           | LINEAR               |
| (196277)          | 2003 EH26              | 6 mars 2003           | LONEOS               |
| (196278)          | 2003 ES26              | 6 mars 2003           | LONEOS               |
| (196279)          | 2003 ET28              | 6 mars 2003           | LINEAR               |
| (196280)          | 2003 EL29              | 6 mars 2003           | LINEAR               |
| (196281)          | 2003 EM29              | 6 mars 2003           | LINEAR               |
| (196282)          | 2003 EX31              | 7 mars 2003           | LINEAR               |
| (196283)          | 2003 ES33              | 7 mars 2003           | LONEOS               |
| (196284)          | 2003 EO36              | 7 mars 2003           | LONEOS               |
| (196285)          | 2003 ET41              | 6 mars 2003           | LINEAR               |
| (196286)          | 2003 ED45              | 7 mars 2003           | LINEAR               |
| (196287)          | 2003 EQ45              | 7 mars 2003           | LINEAR               |
| (196288)          | 2003 EU48              | 9 mars 2003           | LINEAR               |
| (196289)          | 2003 EZ48              | 9 mars 2003           | LINEAR               |
| (196290)          | 2003 EP49              | 10 mars 2003          | LONEOS               |
| (196291)          | 2003 EP50              | 9 mars 2003           | LINEAR               |
| (196292)          | 2003 ES52              | 8 mars 2003           | LINEAR               |
| (196293)          | 2003 EV58              | 11 mars 2003          | NEAT                 |
| (196294)          | 2003 ER59              | 12 mars 2003          | NEAT                 |
| (196295)          | 2003 EP61              | 6 mars 2003           | LONEOS               |
| (196296)          | 2003 EY61              | 12 mars 2003          | Spacewatch           |
| (196297)          | 2003 FA                | 21 mars 2003          | Young, J. W.         |
| (196298)          | 2003 FQ                | 22 mars 2003          | Ticha, J., Tichy, M. |
| (196299)          | 2003 FN1               | 24 mars 2003          | NEAT                 |
| (196300)          | 2003 FW3               | 23 mars 2003          | NEAT                 |

### 196301-196400
| Nom      | Désignation provisoire | Date de la découverte | Découvreur |
| -------- | ---------------------- | --------------------- | ---------- |
| (196301) | 2003 FG6               | 27 mars 2003          | CINEOS     |
| (196302) | 2003 FJ10              | 23 mars 2003          | Spacewatch |
| (196303) | 2003 FG12              | 24 mars 2003          | Spacewatch |
| (196304) | 2003 FY14              | 23 mars 2003          | CSS        |
| (196305) | 2003 FN15              | 23 mars 2003          | Spacewatch |
| (196306) | 2003 FT16              | 23 mars 2003          | NEAT       |
| (196307) | 2003 FL19              | 25 mars 2003          | NEAT       |
| (196308) | 2003 FX23              | 23 mars 2003          | Spacewatch |
| (196309) | 2003 FD24              | 23 mars 2003          | Spacewatch |
| (196310) | 2003 FO24              | 23 mars 2003          | NEAT       |
| (196311) | 2003 FV28              | 24 mars 2003          | NEAT       |
| (196312) | 2003 FB29              | 24 mars 2003          | NEAT       |
| (196313) | 2003 FF31              | 23 mars 2003          | NEAT       |
| (196314) | 2003 FF34              | 23 mars 2003          | Spacewatch |
| (196315) | 2003 FR34              | 23 mars 2003          | Spacewatch |
| (196316) | 2003 FZ34              | 23 mars 2003          | Spacewatch |
| (196317) | 2003 FR37              | 23 mars 2003          | Spacewatch |
| (196318) | 2003 FZ37              | 23 mars 2003          | Spacewatch |
| (196319) | 2003 FB39              | 23 mars 2003          | NEAT       |
| (196320) | 2003 FE40              | 24 mars 2003          | Spacewatch |
| (196321) | 2003 FU41              | 25 mars 2003          | NEAT       |
| (196322) | 2003 FY41              | 26 mars 2003          | Spacewatch |
| (196323) | 2003 FT42              | 23 mars 2003          | Spacewatch |
| (196324) | 2003 FV43              | 23 mars 2003          | Spacewatch |
| (196325) | 2003 FL47              | 24 mars 2003          | Spacewatch |
| (196326) | 2003 FM49              | 24 mars 2003          | NEAT       |
| (196327) | 2003 FE51              | 25 mars 2003          | NEAT       |
| (196328) | 2003 FB54              | 25 mars 2003          | NEAT       |
| (196329) | 2003 FW54              | 25 mars 2003          | NEAT       |
| (196330) | 2003 FN55              | 26 mars 2003          | NEAT       |
| (196331) | 2003 FY56              | 26 mars 2003          | NEAT       |
| (196332) | 2003 FM58              | 26 mars 2003          | NEAT       |
| (196333) | 2003 FS60              | 26 mars 2003          | NEAT       |
| (196334) | 2003 FM64              | 26 mars 2003          | NEAT       |
| (196335) | 2003 FH68              | 26 mars 2003          | NEAT       |
| (196336) | 2003 FN71              | 26 mars 2003          | Spacewatch |
| (196337) | 2003 FG73              | 26 mars 2003          | NEAT       |
| (196338) | 2003 FB74              | 26 mars 2003          | NEAT       |
| (196339) | 2003 FM76              | 27 mars 2003          | NEAT       |
| (196340) | 2003 FH78              | 27 mars 2003          | Spacewatch |
| (196341) | 2003 FV78              | 27 mars 2003          | Spacewatch |
| (196342) | 2003 FP79              | 27 mars 2003          | LINEAR     |
| (196343) | 2003 FA83              | 27 mars 2003          | NEAT       |
| (196344) | 2003 FJ83              | 27 mars 2003          | NEAT       |
| (196345) | 2003 FB84              | 28 mars 2003          | Spacewatch |
| (196346) | 2003 FU88              | 28 mars 2003          | LONEOS     |
| (196347) | 2003 FA89              | 29 mars 2003          | LONEOS     |
| (196348) | 2003 FS89              | 29 mars 2003          | LONEOS     |
| (196349) | 2003 FC90              | 29 mars 2003          | LONEOS     |
| (196350) | 2003 FM90              | 29 mars 2003          | LONEOS     |
| (196351) | 2003 FC91              | 29 mars 2003          | LONEOS     |
| (196352) | 2003 FG96              | 30 mars 2003          | LINEAR     |
| (196353) | 2003 FC101             | 31 mars 2003          | LONEOS     |
| (196354) | 2003 FL102             | 31 mars 2003          | Spacewatch |
| (196355) | 2003 FB103             | 31 mars 2003          | Spacewatch |
| (196356) | 2003 FV103             | 24 mars 2003          | Spacewatch |
| (196357) | 2003 FD104             | 25 mars 2003          | NEAT       |
| (196358) | 2003 FT104             | 25 mars 2003          | NEAT       |
| (196359) | 2003 FE105             | 26 mars 2003          | Spacewatch |
| (196360) | 2003 FR106             | 27 mars 2003          | LONEOS     |
| (196361) | 2003 FS106             | 27 mars 2003          | LONEOS     |
| (196362) | 2003 FT108             | 31 mars 2003          | LONEOS     |
| (196363) | 2003 FA109             | 31 mars 2003          | LONEOS     |
| (196364) | 2003 FX110             | 30 mars 2003          | Spacewatch |
| (196365) | 2003 FX113             | 31 mars 2003          | LINEAR     |
| (196366) | 2003 FY113             | 31 mars 2003          | LINEAR     |
| (196367) | 2003 FA114             | 31 mars 2003          | LINEAR     |
| (196368) | 2003 FO114             | 31 mars 2003          | LINEAR     |
| (196369) | 2003 FY115             | 31 mars 2003          | LINEAR     |
| (196370) | 2003 FL117             | 25 mars 2003          | NEAT       |
| (196371) | 2003 FA118             | 25 mars 2003          | NEAT       |
| (196372) | 2003 FH119             | 26 mars 2003          | LONEOS     |
| (196373) | 2003 FO127             | 27 mars 2003          | NEAT       |
| (196374) | 2003 FO130             | 25 mars 2003          | NEAT       |
| (196375) | 2003 FR131             | 27 mars 2003          | Spacewatch |
| (196376) | 2003 GM1               | 1er avril 2003        | LINEAR     |
| (196377) | 2003 GM2               | 1er avril 2003        | LINEAR     |
| (196378) | 2003 GU2               | 1er avril 2003        | NEAT       |
| (196379) | 2003 GE3               | 1er avril 2003        | LINEAR     |
| (196380) | 2003 GM3               | 1er avril 2003        | LINEAR     |
| (196381) | 2003 GZ3               | 1er avril 2003        | LINEAR     |
| (196382) | 2003 GZ4               | 1er avril 2003        | LINEAR     |
| (196383) | 2003 GC5               | 1er avril 2003        | LINEAR     |
| (196384) | 2003 GW5               | 1er avril 2003        | LINEAR     |
| (196385) | 2003 GM6               | 2 avril 2003          | LINEAR     |
| (196386) | 2003 GR6               | 2 avril 2003          | NEAT       |
| (196387) | 2003 GU6               | 2 avril 2003          | NEAT       |
| (196388) | 2003 GS8               | 1er avril 2003        | LINEAR     |
| (196389) | 2003 GG11              | 3 avril 2003          | LONEOS     |
| (196390) | 2003 GZ12              | 1er avril 2003        | LINEAR     |
| (196391) | 2003 GQ19              | 4 avril 2003          | Spacewatch |
| (196392) | 2003 GX22              | 3 avril 2003          | LONEOS     |
| (196393) | 2003 GD23              | 4 avril 2003          | LINEAR     |
| (196394) | 2003 GL23              | 4 avril 2003          | LONEOS     |
| (196395) | 2003 GE24              | 5 avril 2003          | Spacewatch |
| (196396) | 2003 GH24              | 7 avril 2003          | Spacewatch |
| (196397) | 2003 GS25              | 4 avril 2003          | Spacewatch |
| (196398) | 2003 GW27              | 7 avril 2003          | LINEAR     |
| (196399) | 2003 GE32              | 8 avril 2003          | LINEAR     |
| (196400) | 2003 GM32              | 8 avril 2003          | LINEAR     |

### 196401-196500
| Nom                   | Désignation provisoire | Date de la découverte | Découvreur                     |
| --------------------- | ---------------------- | --------------------- | ------------------------------ |
| (196401)              | 2003 GM33              | 3 avril 2003          | Deep Lens Survey               |
| (196402)              | 2003 GN34              | 7 avril 2003          | LINEAR                         |
| (196403)              | 2003 GW34              | 7 avril 2003          | Uppsala-DLR Asteroid Survey    |
| (196404)              | 2003 GO37              | 7 avril 2003          | LINEAR                         |
| (196405)              | 2003 GX37              | 8 avril 2003          | LINEAR                         |
| (196406)              | 2003 GF42              | 4 avril 2003          | Kessel, J. W.                  |
| (196407)              | 2003 GM46              | 8 avril 2003          | NEAT                           |
| (196408)              | 2003 GW47              | 8 avril 2003          | LINEAR                         |
| (196409)              | 2003 GN48              | 9 avril 2003          | NEAT                           |
| (196410)              | 2003 GN49              | 10 avril 2003         | Spacewatch                     |
| (196411) Umurhan      | 2003 GW51              | 1er avril 2003        | Buie, M. W.                    |
| (196412)              | 2003 GK54              | 1er avril 2003        | Tucker, R. A.                  |
| (196413)              | 2003 GS54              | 3 avril 2003          | LONEOS                         |
| (196414)              | 2003 GS55              | 5 avril 2003          | Spacewatch                     |
| (196415)              | 2003 HE                | 21 avril 2003         | McNaught, R. H.                |
| (196416)              | 2003 HP1               | 23 avril 2003         | CINEOS                         |
| (196417)              | 2003 HP2               | 21 avril 2003         | CSS                            |
| (196418)              | 2003 HX5               | 24 avril 2003         | NEAT                           |
| (196419)              | 2003 HF9               | 24 avril 2003         | LONEOS                         |
| (196420)              | 2003 HO9               | 24 avril 2003         | LONEOS                         |
| (196421)              | 2003 HS9               | 25 avril 2003         | Spacewatch                     |
| (196422)              | 2003 HF11              | 26 avril 2003         | Spacewatch                     |
| (196423)              | 2003 HL12              | 26 avril 2003         | Spacewatch                     |
| (196424)              | 2003 HJ14              | 26 avril 2003         | LINEAR                         |
| (196425)              | 2003 HA20              | 26 avril 2003         | NEAT                           |
| (196426)              | 2003 HB20              | 26 avril 2003         | NEAT                           |
| (196427)              | 2003 HG20              | 26 avril 2003         | NEAT                           |
| (196428)              | 2003 HJ20              | 24 avril 2003         | LONEOS                         |
| (196429)              | 2003 HS20              | 24 avril 2003         | LONEOS                         |
| (196430)              | 2003 HE21              | 25 avril 2003         | LONEOS                         |
| (196431)              | 2003 HB22              | 27 avril 2003         | LONEOS                         |
| (196432)              | 2003 HA28              | 26 avril 2003         | Spacewatch                     |
| (196433)              | 2003 HO28              | 26 avril 2003         | NEAT                           |
| (196434)              | 2003 HW29              | 28 avril 2003         | LONEOS                         |
| (196435)              | 2003 HD30              | 28 avril 2003         | LONEOS                         |
| (196436)              | 2003 HL30              | 28 avril 2003         | LINEAR                         |
| (196437)              | 2003 HU31              | 28 avril 2003         | LINEAR                         |
| (196438)              | 2003 HM33              | 26 avril 2003         | Spacewatch                     |
| (196439)              | 2003 HU33              | 28 avril 2003         | LONEOS                         |
| (196440)              | 2003 HQ35              | 27 avril 2003         | LONEOS                         |
| (196441)              | 2003 HL36              | 29 avril 2003         | Spacewatch                     |
| (196442)              | 2003 HF37              | 26 avril 2003         | NEAT                           |
| (196443)              | 2003 HK37              | 26 avril 2003         | NEAT                           |
| (196444)              | 2003 HQ37              | 28 avril 2003         | LONEOS                         |
| (196445)              | 2003 HW37              | 28 avril 2003         | LONEOS                         |
| (196446)              | 2003 HP39              | 29 avril 2003         | LINEAR                         |
| (196447)              | 2003 HO43              | 29 avril 2003         | Spacewatch                     |
| (196448)              | 2003 HH44              | 27 avril 2003         | LONEOS                         |
| (196449)              | 2003 HB47              | 28 avril 2003         | LINEAR                         |
| (196450)              | 2003 HH47              | 28 avril 2003         | LINEAR                         |
| (196451)              | 2003 HO47              | 29 avril 2003         | LONEOS                         |
| (196452)              | 2003 HO48              | 30 avril 2003         | LINEAR                         |
| (196453)              | 2003 HC49              | 30 avril 2003         | LINEAR                         |
| (196454)              | 2003 HF50              | 28 avril 2003         | LINEAR                         |
| (196455)              | 2003 HG50              | 30 avril 2003         | Spacewatch                     |
| (196456)              | 2003 HJ51              | 29 avril 2003         | Spacewatch                     |
| (196457)              | 2003 HG52              | 30 avril 2003         | Spacewatch                     |
| (196458)              | 2003 HS52              | 29 avril 2003         | LONEOS                         |
| (196459)              | 2003 HV52              | 29 avril 2003         | LONEOS                         |
| (196460)              | 2003 HF53              | 30 avril 2003         | Broughton, J.                  |
| (196461)              | 2003 HV53              | 21 avril 2003         | Spacewatch                     |
| (196462)              | 2003 HQ54              | 24 avril 2003         | LONEOS                         |
| (196463)              | 2003 HV57              | 25 avril 2003         | Spacewatch                     |
| (196464)              | 2003 HH58              | 26 avril 2003         | Spacewatch                     |
| (196465)              | 2003 JG5               | 1er mai 2003          | LINEAR                         |
| (196466)              | 2003 JB7               | 1er mai 2003          | LINEAR                         |
| (196467)              | 2003 JX8               | 2 mai 2003            | Spacewatch                     |
| (196468)              | 2003 JH9               | 2 mai 2003            | Spacewatch                     |
| (196469)              | 2003 JN9               | 2 mai 2003            | LINEAR                         |
| (196470)              | 2003 JJ10              | 2 mai 2003            | LINEAR                         |
| (196471)              | 2003 JH11              | 3 mai 2003            | Spacewatch                     |
| (196472)              | 2003 JY11              | 5 mai 2003            | Spacewatch                     |
| (196473)              | 2003 JD12              | 5 mai 2003            | LINEAR                         |
| (196474)              | 2003 JX13              | 5 mai 2003            | LINEAR                         |
| (196475)              | 2003 JV15              | 6 mai 2003            | Spacewatch                     |
| (196476) Humfernández | 2003 JU17              | 2 mai 2003            | Ferrin, I. R., Leal, C.        |
| (196477)              | 2003 JB18              | 2 mai 2003            | Spacewatch                     |
| (196478)              | 2003 KC                | 20 mai 2003           | Schwartz, M., Holvorcem, P. R. |
| (196479)              | 2003 KU                | 21 mai 2003           | Broughton, J.                  |
| (196480)              | 2003 KF1               | 22 mai 2003           | Spacewatch                     |
| (196481) VATT         | 2003 KS2               | 23 mai 2003           | Ryan, W. H., Martinez, C. T.   |
| (196482)              | 2003 KW3               | 23 mai 2003           | Broughton, J.                  |
| (196483)              | 2003 KV6               | 25 mai 2003           | Spacewatch                     |
| (196484)              | 2003 KK9               | 24 mai 2003           | Broughton, J.                  |
| (196485)              | 2003 KG10              | 25 mai 2003           | Spacewatch                     |
| (196486)              | 2003 KZ11              | 27 mai 2003           | LONEOS                         |
| (196487)              | 2003 KA12              | 27 mai 2003           | LONEOS                         |
| (196488)              | 2003 KM12              | 26 mai 2003           | Spacewatch                     |
| (196489)              | 2003 KC14              | 28 mai 2003           | LINEAR                         |
| (196490)              | 2003 KB17              | 26 mai 2003           | Spacewatch                     |
| (196491)              | 2003 KJ17              | 26 mai 2003           | NEAT                           |
| (196492)              | 2003 KX19              | 30 mai 2003           | LINEAR                         |
| (196493)              | 2003 KB20              | 30 mai 2003           | LINEAR                         |
| (196494)              | 2003 KF33              | 27 mai 2003           | Spacewatch                     |
| (196495)              | 2003 LJ1               | 1er juin 2003         | Spacewatch                     |
| (196496)              | 2003 LB3               | 1er juin 2003         | Spacewatch                     |
| (196497)              | 2003 LZ3               | 5 juin 2003           | Broughton, J.                  |
| (196498)              | 2003 LY5               | 2 juin 2003           | Spacewatch                     |
| (196499)              | 2003 LV6               | 4 juin 2003           | Kessel, J. W.                  |
| (196500)              | 2003 LW6               | 7 juin 2003           | Broughton, J.                  |

### 196501-196600
| Nom               | Désignation provisoire | Date de la découverte | Découvreur                   |
| ----------------- | ---------------------- | --------------------- | ---------------------------- |
| (196501)          | 2003 LX6               | 7 juin 2003           | Broughton, J.                |
| (196502)          | 2003 MA1               | 22 juin 2003          | LONEOS                       |
| (196503)          | 2003 MX6               | 27 juin 2003          | NEAT                         |
| (196504)          | 2003 MT8               | 28 juin 2003          | LINEAR                       |
| (196505)          | 2003 MD9               | 29 juin 2003          | LINEAR                       |
| (196506)          | 2003 MW11              | 27 juin 2003          | Tenagra II                   |
| (196507)          | 2003 MN12              | 29 juin 2003          | LINEAR                       |
| (196508)          | 2003 MY12              | 22 juin 2003          | LONEOS                       |
| (196509)          | 2003 MA13              | 25 juin 2003          | LINEAR                       |
| (196510)          | 2003 NR1               | 2 juillet 2003        | LINEAR                       |
| (196511)          | 2003 NS2               | 1er juillet 2003      | LINEAR                       |
| (196512)          | 2003 NZ2               | 2 juillet 2003        | LINEAR                       |
| (196513)          | 2003 NA5               | 4 juillet 2003        | Broughton, J.                |
| (196514)          | 2003 NQ5               | 4 juillet 2003        | NEAT                         |
| (196515)          | 2003 NP11              | 3 juillet 2003        | Spacewatch                   |
| (196516)          | 2003 OJ                | 18 juillet 2003       | McNaught, R. H.              |
| (196517)          | 2003 OP                | 20 juillet 2003       | Broughton, J.                |
| (196518)          | 2003 OS3               | 22 juillet 2003       | CINEOS                       |
| (196519)          | 2003 OL4               | 22 juillet 2003       | NEAT                         |
| (196520)          | 2003 OP6               | 23 juillet 2003       | LINEAR                       |
| (196521)          | 2003 OE9               | 23 juillet 2003       | NEAT                         |
| (196522)          | 2003 OJ10              | 25 juillet 2003       | LINEAR                       |
| (196523)          | 2003 OJ15              | 23 juillet 2003       | NEAT                         |
| (196524)          | 2003 OS15              | 23 juillet 2003       | NEAT                         |
| (196525)          | 2003 OT15              | 23 juillet 2003       | NEAT                         |
| (196526)          | 2003 OY15              | 23 juillet 2003       | NEAT                         |
| (196527)          | 2003 OZ17              | 30 juillet 2003       | Broughton, J.                |
| (196528)          | 2003 OE18              | 24 juillet 2003       | CINEOS                       |
| (196529)          | 2003 OA20              | 30 juillet 2003       | Dillon, W. G., Garossino, P. |
| (196530)          | 2003 OB20              | 30 juillet 2003       | CINEOS                       |
| (196531)          | 2003 OC20              | 30 juillet 2003       | CINEOS                       |
| (196532)          | 2003 OY20              | 31 juillet 2003       | Broughton, J.                |
| (196533)          | 2003 OK21              | 26 juillet 2003       | LINEAR                       |
| (196534)          | 2003 OR21              | 28 juillet 2003       | CINEOS                       |
| (196535)          | 2003 OR27              | 24 juillet 2003       | NEAT                         |
| (196536)          | 2003 OF28              | 24 juillet 2003       | NEAT                         |
| (196537)          | 2003 OK29              | 24 juillet 2003       | NEAT                         |
| (196538)          | 2003 OR29              | 24 juillet 2003       | NEAT                         |
| (196539)          | 2003 OA30              | 24 juillet 2003       | NEAT                         |
| (196540) Weinbaum | 2003 OW30              | 31 juillet 2003       | Christophe, B.               |
| (196541)          | 2003 OW32              | 24 juillet 2003       | NEAT                         |
| (196542)          | 2003 PZ                | 1er août 2003         | LINEAR                       |
| (196543)          | 2003 PS1               | 1er août 2003         | NEAT                         |
| (196544)          | 2003 PB2               | 1er août 2003         | NEAT                         |
| (196545)          | 2003 PQ7               | 2 août 2003           | NEAT                         |
| (196546)          | 2003 PT11              | 1er août 2003         | LINEAR                       |
| (196547)          | 2003 QE2               | 20 août 2003          | CINEOS                       |
| (196548)          | 2003 QN2               | 19 août 2003          | CINEOS                       |
| (196549)          | 2003 QR3               | 17 août 2003          | NEAT                         |
| (196550)          | 2003 QP5               | 20 août 2003          | NEAT                         |
| (196551)          | 2003 QW6               | 20 août 2003          | CINEOS                       |
| (196552)          | 2003 QD7               | 20 août 2003          | CINEOS                       |
| (196553)          | 2003 QO7               | 21 août 2003          | NEAT                         |
| (196554)          | 2003 QZ7               | 18 août 2003          | CINEOS                       |
| (196555)          | 2003 QU9               | 20 août 2003          | Broughton, J.                |
| (196556)          | 2003 QH12              | 22 août 2003          | LINEAR                       |
| (196557)          | 2003 QU12              | 22 août 2003          | NEAT                         |
| (196558)          | 2003 QB13              | 22 août 2003          | NEAT                         |
| (196559)          | 2003 QG13              | 22 août 2003          | NEAT                         |
| (196560)          | 2003 QQ14              | 20 août 2003          | NEAT                         |
| (196561)          | 2003 QY15              | 20 août 2003          | NEAT                         |
| (196562)          | 2003 QU18              | 22 août 2003          | NEAT                         |
| (196563)          | 2003 QU19              | 22 août 2003          | NEAT                         |
| (196564)          | 2003 QJ20              | 22 août 2003          | NEAT                         |
| (196565)          | 2003 QX20              | 22 août 2003          | NEAT                         |
| (196566)          | 2003 QE24              | 21 août 2003          | NEAT                         |
| (196567)          | 2003 QP25              | 22 août 2003          | NEAT                         |
| (196568)          | 2003 QL27              | 23 août 2003          | NEAT                         |
| (196569)          | 2003 QY28              | 23 août 2003          | LINEAR                       |
| (196570)          | 2003 QW31              | 21 août 2003          | NEAT                         |
| (196571)          | 2003 QB32              | 21 août 2003          | NEAT                         |
| (196572)          | 2003 QS32              | 21 août 2003          | NEAT                         |
| (196573)          | 2003 QR34              | 22 août 2003          | NEAT                         |
| (196574)          | 2003 QK36              | 22 août 2003          | LINEAR                       |
| (196575)          | 2003 QV36              | 22 août 2003          | LINEAR                       |
| (196576)          | 2003 QE40              | 22 août 2003          | LINEAR                       |
| (196577)          | 2003 QT40              | 22 août 2003          | LINEAR                       |
| (196578)          | 2003 QV40              | 22 août 2003          | LINEAR                       |
| (196579)          | 2003 QD41              | 22 août 2003          | LINEAR                       |
| (196580)          | 2003 QJ41              | 22 août 2003          | LINEAR                       |
| (196581)          | 2003 QS45              | 23 août 2003          | NEAT                         |
| (196582)          | 2003 QS46              | 24 août 2003          | NEAT                         |
| (196583)          | 2003 QM48              | 20 août 2003          | CINEOS                       |
| (196584)          | 2003 QX48              | 21 août 2003          | CINEOS                       |
| (196585)          | 2003 QJ49              | 22 août 2003          | NEAT                         |
| (196586)          | 2003 QC50              | 22 août 2003          | NEAT                         |
| (196587)          | 2003 QJ50              | 22 août 2003          | NEAT                         |
| (196588)          | 2003 QA51              | 22 août 2003          | NEAT                         |
| (196589)          | 2003 QG51              | 22 août 2003          | NEAT                         |
| (196590)          | 2003 QL53              | 23 août 2003          | LINEAR                       |
| (196591)          | 2003 QL56              | 23 août 2003          | LINEAR                       |
| (196592)          | 2003 QE60              | 23 août 2003          | LINEAR                       |
| (196593)          | 2003 QC61              | 23 août 2003          | LINEAR                       |
| (196594)          | 2003 QG64              | 23 août 2003          | LINEAR                       |
| (196595)          | 2003 QX64              | 23 août 2003          | NEAT                         |
| (196596)          | 2003 QH65              | 23 août 2003          | NEAT                         |
| (196597)          | 2003 QJ66              | 22 août 2003          | LINEAR                       |
| (196598)          | 2003 QK66              | 22 août 2003          | NEAT                         |
| (196599)          | 2003 QX66              | 23 août 2003          | NEAT                         |
| (196600)          | 2003 QH68              | 25 août 2003          | LINEAR                       |

### 196601-196700
| Nom                | Désignation provisoire | Date de la découverte | Découvreur                  |
| ------------------ | ---------------------- | --------------------- | --------------------------- |
| (196601)           | 2003 QY68              | 25 août 2003          | Broughton, J.               |
| (196602)           | 2003 QQ70              | 23 août 2003          | LINEAR                      |
| (196603)           | 2003 QT70              | 23 août 2003          | NEAT                        |
| (196604)           | 2003 QH74              | 24 août 2003          | LINEAR                      |
| (196605)           | 2003 QM75              | 24 août 2003          | LINEAR                      |
| (196606)           | 2003 QX75              | 24 août 2003          | LINEAR                      |
| (196607)           | 2003 QC76              | 24 août 2003          | LINEAR                      |
| (196608)           | 2003 QE77              | 24 août 2003          | LINEAR                      |
| (196609)           | 2003 QQ78              | 24 août 2003          | LINEAR                      |
| (196610)           | 2003 QK79              | 25 août 2003          | LINEAR                      |
| (196611)           | 2003 QA85              | 24 août 2003          | LINEAR                      |
| (196612)           | 2003 QQ89              | 27 août 2003          | NEAT                        |
| (196613)           | 2003 QN90              | 28 août 2003          | LINEAR                      |
| (196614)           | 2003 QB96              | 30 août 2003          | Spacewatch                  |
| (196615)           | 2003 QY107             | 31 août 2003          | LINEAR                      |
| (196616)           | 2003 QE108             | 31 août 2003          | LINEAR                      |
| (196617)           | 2003 QQ111             | 31 août 2003          | Spacewatch                  |
| (196618)           | 2003 QG114             | 26 août 2003          | LINEAR                      |
| (196619)           | 2003 RH3               | 1er septembre 2003    | LINEAR                      |
| (196620)           | 2003 RN4               | 3 septembre 2003      | LINEAR                      |
| (196621)           | 2003 RH5               | 1er septembre 2003    | LINEAR                      |
| (196622)           | 2003 RN5               | 1er septembre 2003    | LINEAR                      |
| (196623)           | 2003 RX5               | 2 septembre 2003      | LINEAR                      |
| (196624)           | 2003 RK9               | 4 septembre 2003      | Spacewatch                  |
| (196625) 2003 RM10 | 2003 RM10              | 13 septembre 2003     | LONEOS                      |
| (196626)           | 2003 RH11              | 13 septembre 2003     | NEAT                        |
| (196627)           | 2003 RR14              | 13 septembre 2003     | NEAT                        |
| (196628)           | 2003 RV16              | 15 septembre 2003     | NEAT                        |
| (196629)           | 2003 RH20              | 15 septembre 2003     | LONEOS                      |
| (196630)           | 2003 RH21              | 15 septembre 2003     | LONEOS                      |
| (196631)           | 2003 RE22              | 14 septembre 2003     | NEAT                        |
| (196632)           | 2003 SH1               | 16 septembre 2003     | Spacewatch                  |
| (196633)           | 2003 SO2               | 16 septembre 2003     | Spacewatch                  |
| (196634)           | 2003 SC3               | 16 septembre 2003     | NEAT                        |
| (196635)           | 2003 SO3               | 16 septembre 2003     | NEAT                        |
| (196636)           | 2003 SA4               | 16 septembre 2003     | Spacewatch                  |
| (196637)           | 2003 SF8               | 16 septembre 2003     | Spacewatch                  |
| (196638)           | 2003 SO10              | 17 septembre 2003     | Spacewatch                  |
| (196639)           | 2003 SD13              | 16 septembre 2003     | Spacewatch                  |
| (196640) Mulhacén  | 2003 SO15              | 17 septembre 2003     | Hormuth, F.                 |
| (196641)           | 2003 SP17              | 17 septembre 2003     | Uppsala-DLR Asteroid Survey |
| (196642)           | 2003 SR17              | 17 septembre 2003     | Spacewatch                  |
| (196643)           | 2003 SH18              | 16 septembre 2003     | Spacewatch                  |
| (196644)           | 2003 ST23              | 17 septembre 2003     | Spacewatch                  |
| (196645)           | 2003 SW23              | 17 septembre 2003     | Spacewatch                  |
| (196646)           | 2003 SY23              | 17 septembre 2003     | Spacewatch                  |
| (196647)           | 2003 SL25              | 17 septembre 2003     | Spacewatch                  |
| (196648)           | 2003 SP25              | 17 septembre 2003     | Spacewatch                  |
| (196649)           | 2003 SG26              | 17 septembre 2003     | NEAT                        |
| (196650)           | 2003 SM26              | 17 septembre 2003     | NEAT                        |
| (196651)           | 2003 SN28              | 18 septembre 2003     | NEAT                        |
| (196652)           | 2003 SG30              | 18 septembre 2003     | NEAT                        |
| (196653)           | 2003 SV30              | 18 septembre 2003     | Spacewatch                  |
| (196654)           | 2003 SS34              | 18 septembre 2003     | NEAT                        |
| (196655)           | 2003 SY34              | 18 septembre 2003     | Spacewatch                  |
| (196656)           | 2003 SA35              | 18 septembre 2003     | Spacewatch                  |
| (196657)           | 2003 SR36              | 18 septembre 2003     | LINEAR                      |
| (196658)           | 2003 SJ37              | 16 septembre 2003     | NEAT                        |
| (196659)           | 2003 SR38              | 16 septembre 2003     | NEAT                        |
| (196660)           | 2003 SQ40              | 16 septembre 2003     | NEAT                        |
| (196661)           | 2003 SL41              | 17 septembre 2003     | NEAT                        |
| (196662)           | 2003 SO43              | 16 septembre 2003     | LONEOS                      |
| (196663)           | 2003 SL44              | 16 septembre 2003     | LONEOS                      |
| (196664)           | 2003 SD46              | 16 septembre 2003     | LONEOS                      |
| (196665)           | 2003 SJ46              | 16 septembre 2003     | LONEOS                      |
| (196666)           | 2003 SF47              | 16 septembre 2003     | LONEOS                      |
| (196667)           | 2003 SN50              | 18 septembre 2003     | NEAT                        |
| (196668)           | 2003 SW50              | 18 septembre 2003     | NEAT                        |
| (196669)           | 2003 SK51              | 18 septembre 2003     | NEAT                        |
| (196670)           | 2003 ST52              | 19 septembre 2003     | NEAT                        |
| (196671)           | 2003 SU53              | 16 septembre 2003     | Spacewatch                  |
| (196672)           | 2003 SY54              | 16 septembre 2003     | LONEOS                      |
| (196673)           | 2003 SZ54              | 16 septembre 2003     | LONEOS                      |
| (196674)           | 2003 SR56              | 16 septembre 2003     | Spacewatch                  |
| (196675)           | 2003 SV56              | 16 septembre 2003     | Spacewatch                  |
| (196676)           | 2003 SQ59              | 17 septembre 2003     | LONEOS                      |
| (196677)           | 2003 ST60              | 17 septembre 2003     | Spacewatch                  |
| (196678)           | 2003 SD61              | 17 septembre 2003     | LINEAR                      |
| (196679)           | 2003 SP61              | 17 septembre 2003     | LINEAR                      |
| (196680)           | 2003 SB63              | 17 septembre 2003     | Spacewatch                  |
| (196681)           | 2003 SZ63              | 17 septembre 2003     | Crni Vrh                    |
| (196682)           | 2003 SK64              | 18 septembre 2003     | CINEOS                      |
| (196683)           | 2003 SY64              | 18 septembre 2003     | CINEOS                      |
| (196684)           | 2003 SZ64              | 18 septembre 2003     | CINEOS                      |
| (196685)           | 2003 SB65              | 18 septembre 2003     | CINEOS                      |
| (196686)           | 2003 SC65              | 18 septembre 2003     | CINEOS                      |
| (196687)           | 2003 SH65              | 18 septembre 2003     | LONEOS                      |
| (196688)           | 2003 SQ66              | 18 septembre 2003     | CINEOS                      |
| (196689)           | 2003 SY67              | 16 septembre 2003     | NEAT                        |
| (196690)           | 2003 SD70              | 17 septembre 2003     | Spacewatch                  |
| (196691)           | 2003 SO70              | 17 septembre 2003     | NEAT                        |
| (196692)           | 2003 SE71              | 18 septembre 2003     | Spacewatch                  |
| (196693)           | 2003 SX73              | 18 septembre 2003     | Spacewatch                  |
| (196694)           | 2003 SD74              | 18 septembre 2003     | Spacewatch                  |
| (196695)           | 2003 SL74              | 18 septembre 2003     | Spacewatch                  |
| (196696)           | 2003 SK75              | 18 septembre 2003     | Spacewatch                  |
| (196697)           | 2003 SY76              | 19 septembre 2003     | Spacewatch                  |
| (196698)           | 2003 SV77              | 19 septembre 2003     | Spacewatch                  |
| (196699)           | 2003 SX78              | 19 septembre 2003     | Spacewatch                  |
| (196700)           | 2003 SX80              | 19 septembre 2003     | Spacewatch                  |

### 196701-196800
| Nom                  | Désignation provisoire | Date de la découverte | Découvreur                |
| -------------------- | ---------------------- | --------------------- | ------------------------- |
| (196701)             | 2003 SC82              | 17 septembre 2003     | Spacewatch                |
| (196702)             | 2003 SS82              | 18 septembre 2003     | Spacewatch                |
| (196703)             | 2003 SR83              | 18 septembre 2003     | Spacewatch                |
| (196704)             | 2003 SM85              | 16 septembre 2003     | NEAT                      |
| (196705)             | 2003 SC86              | 16 septembre 2003     | Spacewatch                |
| (196706)             | 2003 SS87              | 17 septembre 2003     | NEAT                      |
| (196707)             | 2003 SB89              | 18 septembre 2003     | LINEAR                    |
| (196708)             | 2003 SC92              | 18 septembre 2003     | Spacewatch                |
| (196709)             | 2003 SH93              | 18 septembre 2003     | Spacewatch                |
| (196710)             | 2003 SH94              | 18 septembre 2003     | Crni Vrh                  |
| (196711)             | 2003 SS97              | 19 septembre 2003     | Spacewatch                |
| (196712)             | 2003 SO98              | 19 septembre 2003     | Spacewatch                |
| (196713)             | 2003 SJ101             | 20 septembre 2003     | NEAT                      |
| (196714)             | 2003 SM102             | 20 septembre 2003     | LINEAR                    |
| (196715)             | 2003 SQ102             | 20 septembre 2003     | LINEAR                    |
| (196716)             | 2003 SJ103             | 20 septembre 2003     | LINEAR                    |
| (196717)             | 2003 SL104             | 20 septembre 2003     | NEAT                      |
| (196718)             | 2003 SW104             | 20 septembre 2003     | LINEAR                    |
| (196719)             | 2003 SM107             | 20 septembre 2003     | NEAT                      |
| (196720)             | 2003 SB108             | 20 septembre 2003     | NEAT                      |
| (196721)             | 2003 SM109             | 20 septembre 2003     | Spacewatch                |
| (196722)             | 2003 SV109             | 20 septembre 2003     | Spacewatch                |
| (196723)             | 2003 SB111             | 20 septembre 2003     | NEAT                      |
| (196724)             | 2003 SD114             | 16 septembre 2003     | LINEAR                    |
| (196725)             | 2003 SY115             | 16 septembre 2003     | NEAT                      |
| (196726)             | 2003 SB118             | 16 septembre 2003     | NEAT                      |
| (196727)             | 2003 SB119             | 16 septembre 2003     | NEAT                      |
| (196728)             | 2003 SH119             | 17 septembre 2003     | LONEOS                    |
| (196729)             | 2003 SU119             | 17 septembre 2003     | Spacewatch                |
| (196730)             | 2003 SG120             | 17 septembre 2003     | Spacewatch                |
| (196731)             | 2003 SP121             | 17 septembre 2003     | Spacewatch                |
| (196732)             | 2003 ST121             | 17 septembre 2003     | NEAT                      |
| (196733)             | 2003 SA122             | 17 septembre 2003     | CINEOS                    |
| (196734)             | 2003 SM125             | 19 septembre 2003     | NEAT                      |
| (196735)             | 2003 SG126             | 19 septembre 2003     | NEAT                      |
| (196736) Munkácsy    | 2003 SH127             | 19 septembre 2003     | Sarneczky, K., Sipocz, B. |
| (196737)             | 2003 SX127             | 20 septembre 2003     | LINEAR                    |
| (196738)             | 2003 SC133             | 20 septembre 2003     | CINEOS                    |
| (196739)             | 2003 SZ133             | 18 septembre 2003     | LINEAR                    |
| (196740)             | 2003 SF135             | 19 septembre 2003     | LINEAR                    |
| (196741)             | 2003 SJ137             | 20 septembre 2003     | NEAT                      |
| (196742)             | 2003 SO137             | 21 septembre 2003     | CINEOS                    |
| (196743)             | 2003 SY137             | 21 septembre 2003     | LINEAR                    |
| (196744)             | 2003 SU139             | 18 septembre 2003     | Spacewatch                |
| (196745)             | 2003 SY139             | 18 septembre 2003     | NEAT                      |
| (196746)             | 2003 SU142             | 20 septembre 2003     | LINEAR                    |
| (196747)             | 2003 SY143             | 21 septembre 2003     | LINEAR                    |
| (196748)             | 2003 SB144             | 21 septembre 2003     | Spacewatch                |
| (196749)             | 2003 SF144             | 19 septembre 2003     | NEAT                      |
| (196750)             | 2003 SR148             | 16 septembre 2003     | Spacewatch                |
| (196751)             | 2003 SL149             | 16 septembre 2003     | Spacewatch                |
| (196752)             | 2003 SO149             | 16 septembre 2003     | Spacewatch                |
| (196753)             | 2003 SV149             | 17 septembre 2003     | LINEAR                    |
| (196754)             | 2003 SM151             | 18 septembre 2003     | LINEAR                    |
| (196755)             | 2003 SQ153             | 19 septembre 2003     | LONEOS                    |
| (196756)             | 2003 SU154             | 19 septembre 2003     | LONEOS                    |
| (196757)             | 2003 SZ154             | 19 septembre 2003     | LONEOS                    |
| (196758)             | 2003 SP155             | 19 septembre 2003     | LONEOS                    |
| (196759)             | 2003 SM156             | 19 septembre 2003     | LONEOS                    |
| (196760)             | 2003 SO160             | 22 septembre 2003     | Spacewatch                |
| (196761)             | 2003 SL162             | 19 septembre 2003     | Spacewatch                |
| (196762)             | 2003 SP162             | 19 septembre 2003     | LINEAR                    |
| (196763)             | 2003 ST162             | 19 septembre 2003     | Spacewatch                |
| (196764)             | 2003 SU162             | 19 septembre 2003     | Spacewatch                |
| (196765)             | 2003 SM163             | 19 septembre 2003     | Spacewatch                |
| (196766)             | 2003 SN163             | 19 septembre 2003     | Spacewatch                |
| (196767)             | 2003 SQ164             | 20 septembre 2003     | LONEOS                    |
| (196768)             | 2003 ST164             | 20 septembre 2003     | LONEOS                    |
| (196769)             | 2003 SX164             | 20 septembre 2003     | LONEOS                    |
| (196770)             | 2003 SK167             | 22 septembre 2003     | Spacewatch                |
| (196771)             | 2003 SU169             | 23 septembre 2003     | NEAT                      |
| (196772) Fritzleiber | 2003 SQ170             | 23 septembre 2003     | Christophe, B.            |
| (196773)             | 2003 SJ171             | 18 septembre 2003     | CINEOS                    |
| (196774)             | 2003 SW177             | 19 septembre 2003     | Spacewatch                |
| (196775)             | 2003 SA178             | 19 septembre 2003     | NEAT                      |
| (196776)             | 2003 SV180             | 20 septembre 2003     | Spacewatch                |
| (196777)             | 2003 SE181             | 20 septembre 2003     | LINEAR                    |
| (196778)             | 2003 SM181             | 20 septembre 2003     | Spacewatch                |
| (196779)             | 2003 SN181             | 20 septembre 2003     | LINEAR                    |
| (196780)             | 2003 SD182             | 20 septembre 2003     | LINEAR                    |
| (196781)             | 2003 SA184             | 21 septembre 2003     | Spacewatch                |
| (196782)             | 2003 ST184             | 21 septembre 2003     | Spacewatch                |
| (196783)             | 2003 SY184             | 21 septembre 2003     | Spacewatch                |
| (196784)             | 2003 SN185             | 22 septembre 2003     | LONEOS                    |
| (196785)             | 2003 SR186             | 22 septembre 2003     | LONEOS                    |
| (196786)             | 2003 SP187             | 21 septembre 2003     | NEAT                      |
| (196787)             | 2003 SY187             | 22 septembre 2003     | LONEOS                    |
| (196788)             | 2003 SF188             | 22 septembre 2003     | NEAT                      |
| (196789)             | 2003 SA189             | 22 septembre 2003     | LONEOS                    |
| (196790)             | 2003 SY190             | 17 septembre 2003     | Spacewatch                |
| (196791)             | 2003 SM191             | 19 septembre 2003     | Spacewatch                |
| (196792)             | 2003 SA196             | 20 septembre 2003     | NEAT                      |
| (196793)             | 2003 SL196             | 20 septembre 2003     | NEAT                      |
| (196794)             | 2003 SK197             | 21 septembre 2003     | LONEOS                    |
| (196795)             | 2003 SM197             | 21 septembre 2003     | LONEOS                    |
| (196796)             | 2003 SU197             | 21 septembre 2003     | LONEOS                    |
| (196797)             | 2003 SU198             | 21 septembre 2003     | LONEOS                    |
| (196798)             | 2003 SG199             | 21 septembre 2003     | LONEOS                    |
| (196799)             | 2003 SO199             | 21 septembre 2003     | LONEOS                    |
| (196800)             | 2003 SX200             | 25 septembre 2003     | Sposetti, S.              |

### 196801-196900
| Nom              | Désignation provisoire | Date de la découverte | Découvreur      |
| ---------------- | ---------------------- | --------------------- | --------------- |
| (196801)         | 2003 SY202             | 22 septembre 2003     | LONEOS          |
| (196802)         | 2003 SJ204             | 22 septembre 2003     | LINEAR          |
| (196803)         | 2003 SG206             | 23 septembre 2003     | NEAT            |
| (196804)         | 2003 SZ208             | 24 septembre 2003     | NEAT            |
| (196805)         | 2003 SZ209             | 25 septembre 2003     | NEAT            |
| (196806)         | 2003 SQ218             | 28 septembre 2003     | Yeung, W. K. Y. |
| (196807) Beshore | 2003 SB221             | 26 septembre 2003     | Healy, D.       |
| (196808)         | 2003 SH223             | 29 septembre 2003     | Yeung, W. K. Y. |
| (196809)         | 2003 SU223             | 27 septembre 2003     | LINEAR          |
| (196810)         | 2003 SC224             | 24 septembre 2003     | Bickel, W.      |
| (196811)         | 2003 SF225             | 26 septembre 2003     | Yeung, W. K. Y. |
| (196812)         | 2003 SH225             | 26 septembre 2003     | LINEAR          |
| (196813)         | 2003 SO225             | 26 septembre 2003     | LINEAR          |
| (196814)         | 2003 SU225             | 26 septembre 2003     | LINEAR          |
| (196815)         | 2003 SN227             | 27 septembre 2003     | LINEAR          |
| (196816)         | 2003 SH229             | 27 septembre 2003     | Spacewatch      |
| (196817)         | 2003 SZ230             | 24 septembre 2003     | NEAT            |
| (196818)         | 2003 SJ231             | 24 septembre 2003     | NEAT            |
| (196819)         | 2003 SC232             | 24 septembre 2003     | NEAT            |
| (196820)         | 2003 SR232             | 24 septembre 2003     | NEAT            |
| (196821)         | 2003 SC233             | 25 septembre 2003     | NEAT            |
| (196822)         | 2003 SM234             | 25 septembre 2003     | NEAT            |
| (196823)         | 2003 SN234             | 25 septembre 2003     | NEAT            |
| (196824)         | 2003 SS235             | 27 septembre 2003     | LINEAR          |
| (196825)         | 2003 SV235             | 27 septembre 2003     | LINEAR          |
| (196826)         | 2003 SJ236             | 26 septembre 2003     | LINEAR          |
| (196827)         | 2003 SO236             | 26 septembre 2003     | LINEAR          |
| (196828)         | 2003 SB237             | 26 septembre 2003     | LINEAR          |
| (196829)         | 2003 SE238             | 27 septembre 2003     | LINEAR          |
| (196830)         | 2003 SK241             | 27 septembre 2003     | Spacewatch      |
| (196831)         | 2003 SA243             | 28 septembre 2003     | LINEAR          |
| (196832)         | 2003 SA246             | 26 septembre 2003     | LINEAR          |
| (196833)         | 2003 SS247             | 26 septembre 2003     | LINEAR          |
| (196834)         | 2003 SZ247             | 26 septembre 2003     | LINEAR          |
| (196835)         | 2003 SS248             | 26 septembre 2003     | LINEAR          |
| (196836)         | 2003 SY248             | 26 septembre 2003     | LINEAR          |
| (196837)         | 2003 SX249             | 26 septembre 2003     | LINEAR          |
| (196838)         | 2003 SE250             | 26 septembre 2003     | LINEAR          |
| (196839)         | 2003 SG250             | 26 septembre 2003     | LINEAR          |
| (196840)         | 2003 SM253             | 27 septembre 2003     | Spacewatch      |
| (196841)         | 2003 SO253             | 27 septembre 2003     | LINEAR          |
| (196842)         | 2003 SZ253             | 27 septembre 2003     | Spacewatch      |
| (196843)         | 2003 SD254             | 27 septembre 2003     | Spacewatch      |
| (196844)         | 2003 SR254             | 27 septembre 2003     | Spacewatch      |
| (196845)         | 2003 SE257             | 28 septembre 2003     | Spacewatch      |
| (196846)         | 2003 SR257             | 28 septembre 2003     | LINEAR          |
| (196847)         | 2003 SM258             | 28 septembre 2003     | Spacewatch      |
| (196848)         | 2003 SQ259             | 28 septembre 2003     | Spacewatch      |
| (196849)         | 2003 ST259             | 28 septembre 2003     | Spacewatch      |
| (196850)         | 2003 SE260             | 29 septembre 2003     | LINEAR          |
| (196851)         | 2003 SB261             | 27 septembre 2003     | LINEAR          |
| (196852)         | 2003 SR262             | 28 septembre 2003     | LINEAR          |
| (196853)         | 2003 SF263             | 28 septembre 2003     | LINEAR          |
| (196854)         | 2003 SW266             | 29 septembre 2003     | LINEAR          |
| (196855)         | 2003 SZ266             | 29 septembre 2003     | LINEAR          |
| (196856)         | 2003 SF268             | 29 septembre 2003     | Spacewatch      |
| (196857)         | 2003 SL268             | 29 septembre 2003     | Spacewatch      |
| (196858)         | 2003 SB269             | 25 septembre 2003     | Pauwels, T.     |
| (196859)         | 2003 SF271             | 25 septembre 2003     | NEAT            |
| (196860)         | 2003 SG272             | 27 septembre 2003     | LINEAR          |
| (196861)         | 2003 SL272             | 27 septembre 2003     | LINEAR          |
| (196862)         | 2003 SC273             | 27 septembre 2003     | LINEAR          |
| (196863)         | 2003 SX277             | 30 septembre 2003     | LINEAR          |
| (196864)         | 2003 SL278             | 30 septembre 2003     | LINEAR          |
| (196865)         | 2003 ST278             | 30 septembre 2003     | LINEAR          |
| (196866)         | 2003 SY280             | 18 septembre 2003     | Spacewatch      |
| (196867)         | 2003 SF282             | 19 septembre 2003     | LONEOS          |
| (196868)         | 2003 SG282             | 19 septembre 2003     | LONEOS          |
| (196869)         | 2003 ST284             | 20 septembre 2003     | LINEAR          |
| (196870)         | 2003 SC289             | 28 septembre 2003     | LINEAR          |
| (196871)         | 2003 SY289             | 28 septembre 2003     | LONEOS          |
| (196872)         | 2003 SS292             | 25 septembre 2003     | NEAT            |
| (196873)         | 2003 SB293             | 27 septembre 2003     | LINEAR          |
| (196874)         | 2003 SD294             | 28 septembre 2003     | LINEAR          |
| (196875)         | 2003 SN298             | 18 septembre 2003     | NEAT            |
| (196876)         | 2003 SW299             | 16 septembre 2003     | Spacewatch      |
| (196877)         | 2003 SJ300             | 17 septembre 2003     | NEAT            |
| (196878)         | 2003 SW304             | 17 septembre 2003     | NEAT            |
| (196879)         | 2003 SE306             | 30 septembre 2003     | LINEAR          |
| (196880)         | 2003 SY307             | 27 septembre 2003     | LINEAR          |
| (196881)         | 2003 SN308             | 29 septembre 2003     | LONEOS          |
| (196882)         | 2003 SX309             | 28 septembre 2003     | LINEAR          |
| (196883)         | 2003 SK311             | 29 septembre 2003     | LINEAR          |
| (196884)         | 2003 SE312             | 30 septembre 2003     | Spacewatch      |
| (196885)         | 2003 SP314             | 28 septembre 2003     | LINEAR          |
| (196886)         | 2003 SF317             | 21 septembre 2003     | Spacewatch      |
| (196887)         | 2003 SE320             | 17 septembre 2003     | Spacewatch      |
| (196888)         | 2003 SM320             | 17 septembre 2003     | Spacewatch      |
| (196889)         | 2003 SQ321             | 21 septembre 2003     | Spacewatch      |
| (196890)         | 2003 SK322             | 28 septembre 2003     | Spacewatch      |
| (196891)         | 2003 SK329             | 22 septembre 2003     | LONEOS          |
| (196892)         | 2003 SJ347             | 18 septembre 2003     | Spacewatch      |
| (196893)         | 2003 TS                | 2 octobre 2003        | Essen           |
| (196894)         | 2003 TL3               | 3 octobre 2003        | NEAT            |
| (196895)         | 2003 TM3               | 4 octobre 2003        | Reddy, V.       |
| (196896)         | 2003 TA5               | 1er octobre 2003      | Spacewatch      |
| (196897)         | 2003 TR6               | 1er octobre 2003      | LONEOS          |
| (196898)         | 2003 TF10              | 15 octobre 2003       | LINEAR          |
| (196899)         | 2003 TX10              | 15 octobre 2003       | NEAT            |
| (196900)         | 2003 TA11              | 14 octobre 2003       | LONEOS          |

### 196901-197000
| Nom                | Désignation provisoire | Date de la découverte | Découvreur                  |
| ------------------ | ---------------------- | --------------------- | --------------------------- |
| (196901)           | 2003 TS11              | 14 octobre 2003       | LONEOS                      |
| (196902)           | 2003 TG14              | 4 octobre 2003        | Spacewatch                  |
| (196903)           | 2003 TA16              | 15 octobre 2003       | LONEOS                      |
| (196904)           | 2003 TC16              | 15 octobre 2003       | LONEOS                      |
| (196905)           | 2003 TH17              | 15 octobre 2003       | LONEOS                      |
| (196906)           | 2003 TF18              | 14 octobre 2003       | NEAT                        |
| (196907)           | 2003 TC19              | 15 octobre 2003       | LONEOS                      |
| (196908)           | 2003 TU21              | 1er octobre 2003      | LONEOS                      |
| (196909)           | 2003 TF22              | 1er octobre 2003      | Spacewatch                  |
| (196910)           | 2003 TL29              | 1er octobre 2003      | Spacewatch                  |
| (196911)           | 2003 TN30              | 1er octobre 2003      | Spacewatch                  |
| (196912)           | 2003 TR30              | 1er octobre 2003      | Spacewatch                  |
| (196913)           | 2003 TX33              | 1er octobre 2003      | Spacewatch                  |
| (196914)           | 2003 TJ37              | 2 octobre 2003        | Spacewatch                  |
| (196915)           | 2003 TO45              | 3 octobre 2003        | Spacewatch                  |
| (196916)           | 2003 TS45              | 3 octobre 2003        | Spacewatch                  |
| (196917)           | 2003 TD48              | 3 octobre 2003        | Spacewatch                  |
| (196918)           | 2003 TE54              | 5 octobre 2003        | Spacewatch                  |
| (196919)           | 2003 TP54              | 5 octobre 2003        | Spacewatch                  |
| (196920)           | 2003 TX54              | 5 octobre 2003        | Spacewatch                  |
| (196921)           | 2003 TL57              | 5 octobre 2003        | LINEAR                      |
| (196922)           | 2003 US1               | 16 octobre 2003       | Spacewatch                  |
| (196923)           | 2003 UG2               | 16 octobre 2003       | Spacewatch                  |
| (196924)           | 2003 UX3               | 16 octobre 2003       | Spacewatch                  |
| (196925)           | 2003 UF4               | 16 octobre 2003       | NEAT                        |
| (196926)           | 2003 UG5               | 18 octobre 2003       | Young, J. W.                |
| (196927)           | 2003 UQ6               | 18 octobre 2003       | NEAT                        |
| (196928)           | 2003 UB7               | 16 octobre 2003       | LINEAR                      |
| (196929)           | 2003 UF10              | 17 octobre 2003       | LONEOS                      |
| (196930)           | 2003 UA11              | 19 octobre 2003       | Spacewatch                  |
| (196931)           | 2003 UF12              | 20 octobre 2003       | Spacewatch                  |
| (196932)           | 2003 UV12              | 16 octobre 2003       | Spacewatch                  |
| (196933)           | 2003 UY14              | 16 octobre 2003       | Spacewatch                  |
| (196934)           | 2003 UD15              | 16 octobre 2003       | Spacewatch                  |
| (196935)           | 2003 UH16              | 16 octobre 2003       | LONEOS                      |
| (196936)           | 2003 UL16              | 16 octobre 2003       | LONEOS                      |
| (196937)           | 2003 US16              | 16 octobre 2003       | NEAT                        |
| (196938) Delgordon | 2003 UO20              | 22 octobre 2003       | Healy, D.                   |
| (196939)           | 2003 UB23              | 20 octobre 2003       | NEAT                        |
| (196940)           | 2003 UW23              | 22 octobre 2003       | Spacewatch                  |
| (196941)           | 2003 UZ23              | 23 octobre 2003       | Needville                   |
| (196942)           | 2003 UM24              | 23 octobre 2003       | LINEAR                      |
| (196943)           | 2003 UC28              | 23 octobre 2003       | LONEOS                      |
| (196944)           | 2003 UO28              | 19 octobre 2003       | Spacewatch                  |
| (196945) Guerin    | 2003 UV29              | 26 octobre 2003       | Ottmarsheim                 |
| (196946)           | 2003 UX31              | 16 octobre 2003       | Spacewatch                  |
| (196947)           | 2003 UT35              | 16 octobre 2003       | NEAT                        |
| (196948)           | 2003 US38              | 26 octobre 2003       | Klet                        |
| (196949)           | 2003 UR40              | 16 octobre 2003       | LONEOS                      |
| (196950)           | 2003 UZ41              | 17 octobre 2003       | Spacewatch                  |
| (196951)           | 2003 UO46              | 18 octobre 2003       | Spacewatch                  |
| (196952)           | 2003 UX48              | 16 octobre 2003       | LONEOS                      |
| (196953)           | 2003 UJ50              | 17 octobre 2003       | Spacewatch                  |
| (196954)           | 2003 UA52              | 18 octobre 2003       | NEAT                        |
| (196955)           | 2003 UQ52              | 18 octobre 2003       | NEAT                        |
| (196956)           | 2003 UR52              | 18 octobre 2003       | NEAT                        |
| (196957)           | 2003 UV52              | 18 octobre 2003       | NEAT                        |
| (196958)           | 2003 UK53              | 18 octobre 2003       | NEAT                        |
| (196959)           | 2003 UM53              | 18 octobre 2003       | NEAT                        |
| (196960)           | 2003 UA54              | 18 octobre 2003       | NEAT                        |
| (196961)           | 2003 UE54              | 18 octobre 2003       | NEAT                        |
| (196962)           | 2003 UR54              | 18 octobre 2003       | NEAT                        |
| (196963)           | 2003 UD56              | 19 octobre 2003       | Tucker, R. A.               |
| (196964)           | 2003 UT56              | 23 octobre 2003       | LONEOS                      |
| (196965)           | 2003 UV56              | 23 octobre 2003       | Spacewatch                  |
| (196966)           | 2003 UC57              | 24 octobre 2003       | LINEAR                      |
| (196967)           | 2003 UK57              | 27 octobre 2003       | Uppsala-DLR Asteroid Survey |
| (196968)           | 2003 UR57              | 16 octobre 2003       | NEAT                        |
| (196969)           | 2003 UV58              | 16 octobre 2003       | Spacewatch                  |
| (196970)           | 2003 UU59              | 17 octobre 2003       | LONEOS                      |
| (196971)           | 2003 UG61              | 16 octobre 2003       | NEAT                        |
| (196972)           | 2003 UO62              | 16 octobre 2003       | LONEOS                      |
| (196973)           | 2003 UP62              | 16 octobre 2003       | LONEOS                      |
| (196974)           | 2003 UC64              | 16 octobre 2003       | LONEOS                      |
| (196975)           | 2003 UU64              | 16 octobre 2003       | LONEOS                      |
| (196976)           | 2003 UA65              | 16 octobre 2003       | LONEOS                      |
| (196977)           | 2003 UN66              | 16 octobre 2003       | NEAT                        |
| (196978)           | 2003 UZ69              | 18 octobre 2003       | Spacewatch                  |
| (196979)           | 2003 UN70              | 18 octobre 2003       | Spacewatch                  |
| (196980)           | 2003 UC75              | 17 octobre 2003       | LONEOS                      |
| (196981)           | 2003 UV76              | 17 octobre 2003       | LONEOS                      |
| (196982)           | 2003 UC79              | 18 octobre 2003       | NEAT                        |
| (196983)           | 2003 UH79              | 19 octobre 2003       | LINEAR                      |
| (196984)           | 2003 UQ79              | 19 octobre 2003       | Spacewatch                  |
| (196985)           | 2003 UY79              | 18 octobre 2003       | Tucker, R. A.               |
| (196986)           | 2003 UC80              | 17 octobre 2003       | Tucker, R. A.               |
| (196987)           | 2003 UO81              | 16 octobre 2003       | NEAT                        |
| (196988)           | 2003 UC82              | 18 octobre 2003       | NEAT                        |
| (196989)           | 2003 UF83              | 16 octobre 2003       | NEAT                        |
| (196990)           | 2003 UH83              | 17 octobre 2003       | LONEOS                      |
| (196991)           | 2003 UF84              | 18 octobre 2003       | Spacewatch                  |
| (196992)           | 2003 US84              | 18 octobre 2003       | Spacewatch                  |
| (196993)           | 2003 UJ85              | 18 octobre 2003       | Spacewatch                  |
| (196994)           | 2003 UW85              | 18 octobre 2003       | NEAT                        |
| (196995)           | 2003 US87              | 19 octobre 2003       | LONEOS                      |
| (196996)           | 2003 UZ88              | 19 octobre 2003       | LONEOS                      |
| (196997)           | 2003 UA90              | 20 octobre 2003       | Spacewatch                  |
| (196998)           | 2003 UV93              | 18 octobre 2003       | Spacewatch                  |
| (196999)           | 2003 UH94              | 18 octobre 2003       | Spacewatch                  |
| (197000)           | 2003 UE96              | 18 octobre 2003       | Spacewatch                  |

## Sources
- (en) Base de données du Centre des planètes mineures